# Пеллотсари
Пеллотсари (Пелотсари, Пелотсаари, Пеллотсаари, фин. Pellotsaari) — остров в прибрежной северо-восточной части Ладожского озера площадью 486 га, относится к Ладожским шхерам. Находится на территории Сортавальского района Республики Карелия России. Размеры острова 3 км на 4 км.
На скалистом острове сохранились как уголки природы, почти не тронутые человеком, так и ландшафты, сильно изменённые хозяйственной деятельностью. С 2010 года остров, очертаниями напоминающий сердце, получил известность благодаря устроенной экспозиционной экологической тропе и как место туристической стоянки круизных теплоходов на линии Санкт-Петербург — Валаам — Москва.
Расстояние по воде до Валаама — 29 км, до Санкт-Петербурга — 280 км. Время движения круизного судна от Валаама до Пеллотсари составляет 1 час 30 минут.

## История
Ландшафты и растительность острова испытали влияние ледника, отступившего из Приладожья 10-12 тысяч лет назад.
С XVI века на покрытом тайгой острове, начинают развиваться земледелие и животноводство, в результате чего появляется много открытых пространств и сельхозугодий, с материка привносятся новые виды растений и животных. Местное финское и шведское население (около 20 семей, 9 домов) в XIX—XX веках вело хуторской образ жизни, занималось добычей кварца, мужчины служили матросами на грузовых баржах, поддерживая таким образом связь островитян с материком. На острове сохранились карьеры-каменоломни. Добытый кварц доставлялся по воде на фарфоровые, фаянсовые и стекольные фабрики в Санкт-Петербург и Москву. Баржи с кварцем грузились в заливе Хиеталахти, на дне которого до сих пор лежит затонувшее судно, гружёное камнем. После того, как ломки были заброшены, они постепенно заполнились водой. Затопленные многоуровневые кварцевые каменоломни ныне похожи на бездонные колодцы, что требует от посещающих остров большой осторожности. В защищённой от штормов изогнутой бухте Хиеталахти расположен живописный песчаный пляж с чистым белым песком.
После Зимней войны 1939—1940 года финское население Северного Приладожья, отошедшего к СССР, было эвакуировано в Финляндию, по ходу Великой Отечественной войны в 1942 году ненадолго вернулось. Но в 1944 году, после отступления финских войск, занимавших оборону на острове, и вхождения его в состав территории СССР, местные жители перебрались в Финляндию окончательно. После этого постоянное население на острове отсутствовало. В юго-западной части острова сохранились остатки финского хутора, фундаменты домов, школы, хозяйственных строений, изгородей хозяйств финских и шведских семей, проживавших на острове до 1944 года. От прежних хозяйств на острове осталось значительное количество кустов смородины, малины, яблонь. Сохранились также финские оборонительные сооружения, использовавшиеся в ходе Второй мировой войны: фортификационные бетонные линии, брустверы, ходы сообщения, рвы, постаменты для орудий, землянки.
С начала 1970-х на Пеллотсари была стоянка для круизных судов, теплоходы заходили на остров до 1993 года. Причал восстановлен и возобновил свою деятельность с 2010 года по инициативе руководителя Информационного туристского центра Республики Карелия, бывшего военного лётчика Вадима Лесонена.

## Природа
Для скалистого таёжного острова характерно широкое разнообразие ландшафтов, флоры и фауны. Пеллотсари покрыт лесами с преобладанием хвойных пород деревьев, трансформировавшимися от антропогенного влияния, но постепенно восстанавливающими естественный вид: зарастают сельхозугодья, исчезают дороги.
В лесах произрастает много грибов. Между лесными массивами на острове встречаются безлесные территории с выходом коренных каменных моренных пород, луга, представляющие собой одну из уникальных экосистем островов ладожских шхер, характеризующиеся богатым и пестрым травостоем (злаки, клевера, колокольчики, лютики, подорожники). Имеются производные мелколиственные и смешанные леса, растущие на бывших пашнях и прочих сельхозугодиях. Широко представлены скальные сообщества растений, некоторые из которых занесены в Красные книги России и Фенноскандии. На Пеллотсари обитают более 15 видов животных, начиная от небольших лягушек и заканчивая лосями и медведями. Летом на острове много комаров.

## «Экологическая тропа»
К 2010 году на Пеллотсари обустроена кольцевая пешеходная экологическая тропа «Один день из жизни таёжного острова» протяжённостью 3 км с более чем 30 природными объектами, разработан экологический паспорт острова. Ориентировочное время прохождения тропы — 3 часа. В ходе экскурсии или самостоятельной прогулки можно наблюдать ландшафты, остатки исторических и промысловых объектов, восстановление таёжного леса, лишайников и мхов после прекращения хозяйственной деятельности.
С 2010 года на острове открыт причал для круизных туристических судов. При боковой швартовке причал способен принять два трёхпалубных или четырёхпалубных теплохода, стоянка рассчитана на 5-7 часов.